# Kitchen Impossible/Staffel 7
Die Folgen der von VOX ausgestrahlten siebten Staffel Kitchen Impossible wurden seit dem 12. Dezember 2021 gesendet. Damit kam es, nach der 5. Staffel im Jahr 2019, zum zweiten Mal dazu, dass neue Folgen zweier Staffeln innerhalb eines Jahres zu sehen waren.

## Produktion und Ausstrahlung
Unmittelbar nach der letzten neuen Folge im März 2021 gab der Sender bekannt, dass die Sendung um eine 7. Staffel verlängert wurde, deren Dreharbeiten, trotz weiterer Auswirkungen der COVID-19-Pandemie, spätestens im April 2021 begannen, wobei Aufnahmen Mälzers in Wien gemacht wurden.
Ähnlich wie in Staffel 5 zuvor begann die Ausstrahlung neuer Folgen noch im alten Jahr, sprich 2021, mit einer irregulär mit Abstand ausgestrahlten Episode am 12. Dezember 2021 und somit eine Woche vor der Ausstrahlung der Weihnachts-Edition 2021. Bei RTL+ wird die Folge als 7. Folge der sechsten Staffel benannt, bei VOX jedoch vom Start der neuen Staffel gesprochen. Entsprechend rutschen alle anderen Episoden in Staffel 7 um eine Position innerhalb ihrer aufgeführten Reihenfolge. Ebenso wurde die Folge mit Haya Molcho zeitweilig von RTL+ als erste Folge der Staffel geführt.

## Duellanten

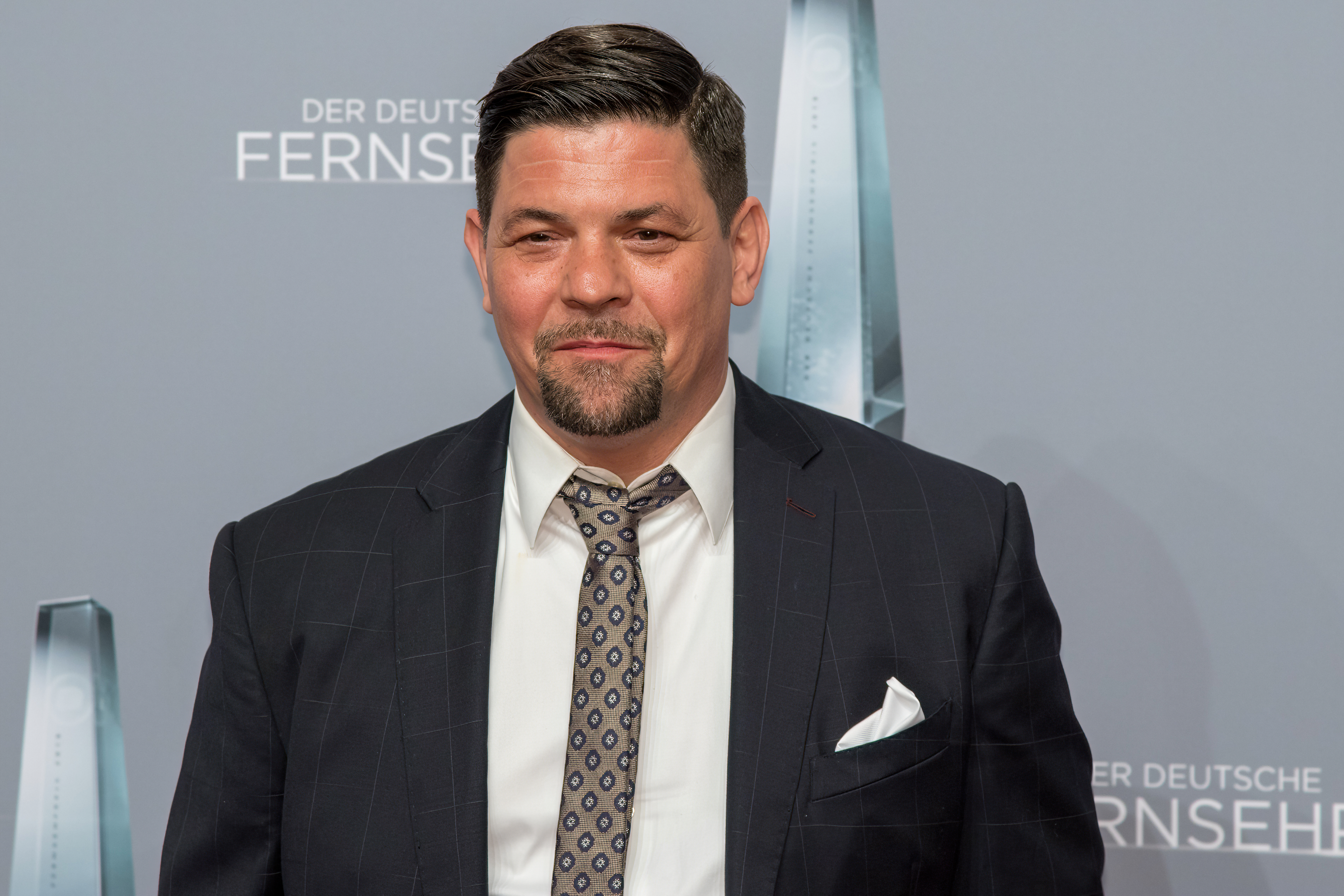
Tim Mälzer

In der im Dezember ausgestrahlten Folge tritt Mälzer gegen die Herausforderin Monika Fuchs an, die bei Erstausstrahlung, im Alter von 83 Jahren zugleich der älteste Duellant (vor Franz Keller aus Staffel 5) war, gegen den Mälzer jemals im Rahmen der Sendung angetreten ist. Im Jahr zuvor war sie Gast bei Grill den Henssler, ebenfalls in einer Folge unter Mitwirkung Mälzers, wobei dieser und Henssler in dieser Duell-Episode zwischen beiden Köchen eines ihrer Gerichte zu kochen hatten. Sie ist keine gelernte Köchin, eröffnete mit 76 Jahren jedoch ein Restaurant in ihrer eigenen Wohnung in Hamburg. In diesem Supper Club betrieb sie Social Dining und bewirtete bis zur COVID-19-Pandemie allwöchentlich etwa 25 ausgewählte Gäste. Zudem ist sie Stammgast in Tim Mälzers Podcast Fiete Gastro.
Die Ausstrahlung weiterer Folgen fand ab dem 6. Februar 2022 statt und begann mit Mälzers Wettkampf mit Björn Swanson. Weitere Gegner waren Cornelia Poletto, Haya Molcho, die bereits zum zweiten Mal gegen Mälzer antrat, Viktoria Fuchs, welche Aufgabenstellerin in eben jener Folge von Staffel 5 an Molcho war und wie eben diese zudem Teil des Specials Kitchen Impossible 2020 – Die Tagebücher der Küchenchefs war, und Sven Wassmer, der wie Viktoria Fuchs zudem zuvor in Mälzers Format Ready to beef! aufgetreten war. Dazu gesellten sich der in Österreich aktive französische Koch Alain Weissgerber und Hendrik Haase, ein Kommunikationsdesigner, Publizist und „Foodaktivist“. Des Weiteren gab es zwei weitere Ausgaben: ein Team-Duell und die zweite „Best-Friends-Edition“ zum Staffelfinale. Im Team-Duell traten Mälzer und Sepp Schellhorn gegen dessen Sohn Felix Schellhorn sowie Philip Rachinger und Lukas Mraz an. In der zweiten Best-Friends-Edition traten am 3. April Tim Mälzer, Tim Raue und Max Strohe an. Mälzers Ex-Kontrahenten Juan Amador, Mario Lohninger und Hans Neuner absolvierten Auftritte als Originalköche gestellter Aufgaben, Ludwig Maurer als Teil der Jury einer der an Haya Molcho gestellten Aufgaben und Jan Hartwig als Überbringer einer der an Wassmer gestellten Herausforderungen.

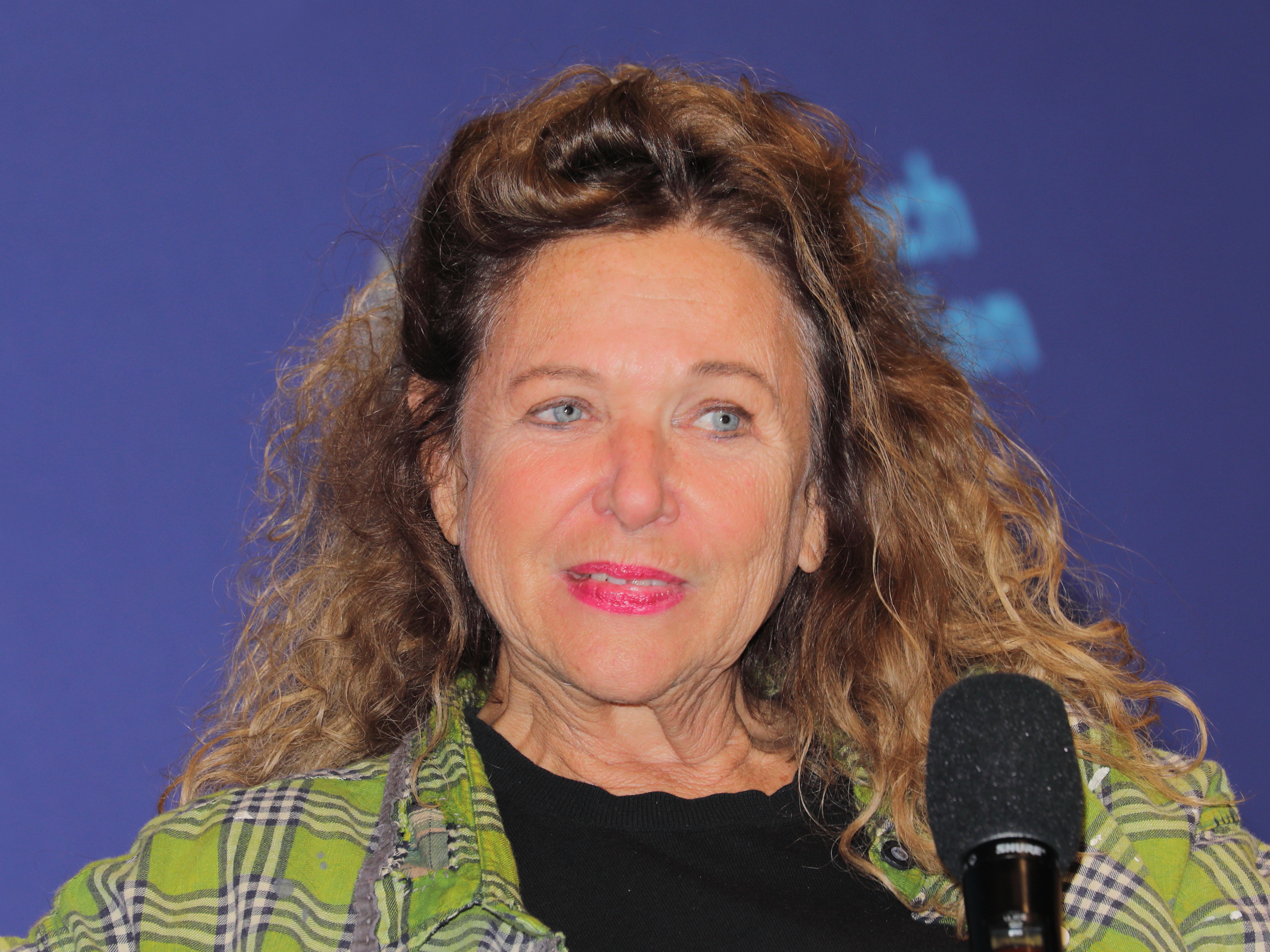
Haya Molcho
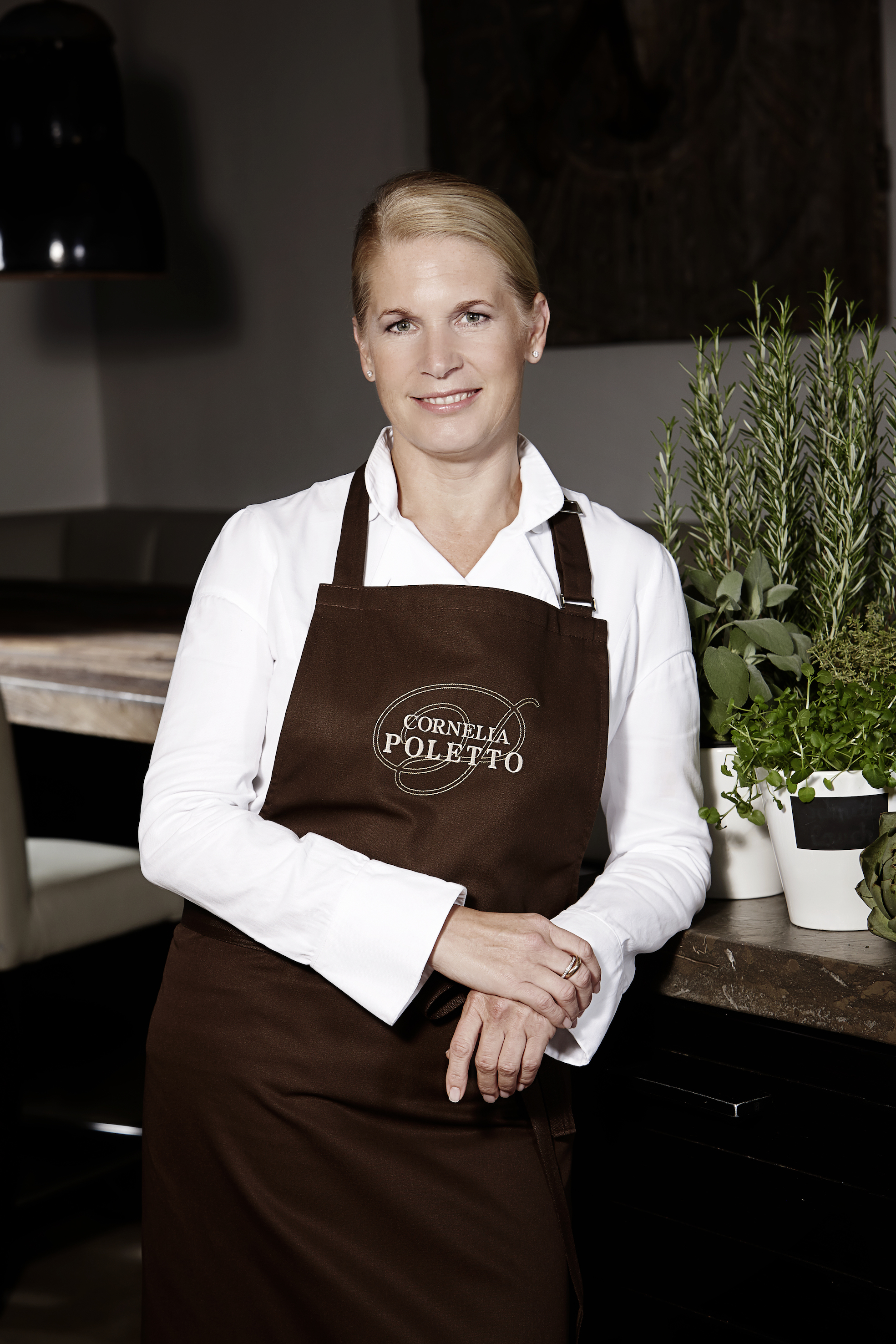
Cornelia Poletto
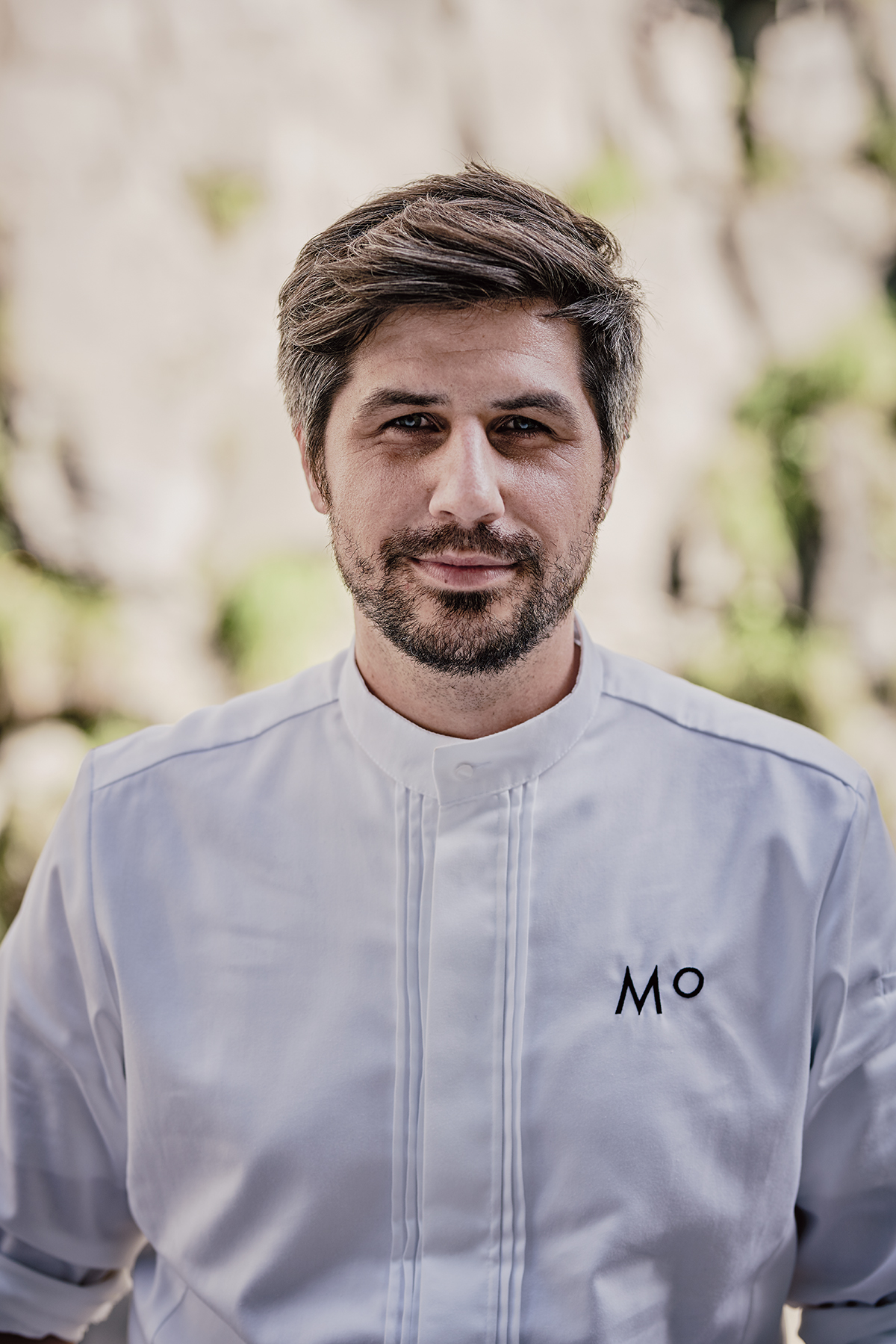
Sven Wassmer
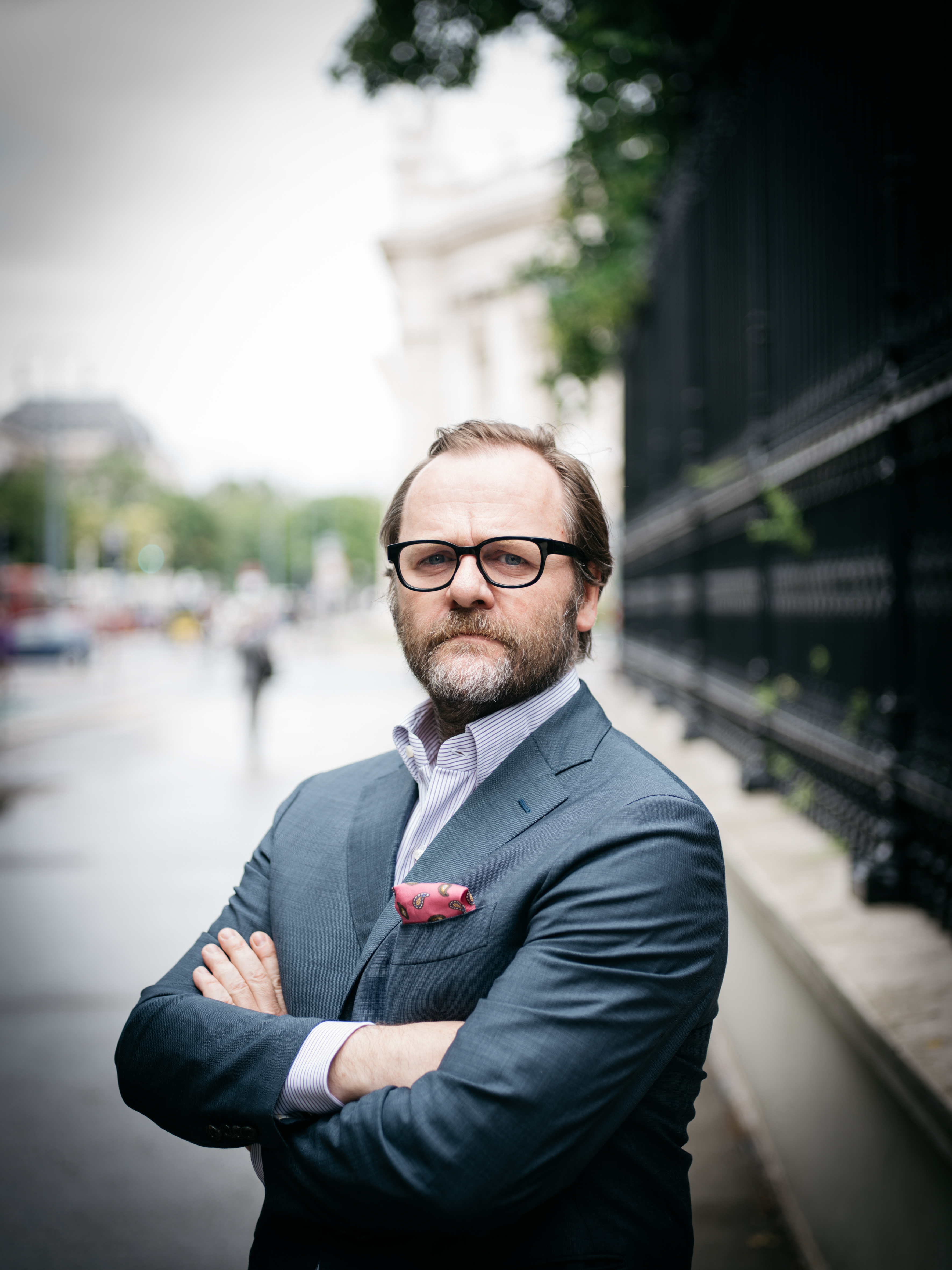
Sepp Schellhorn
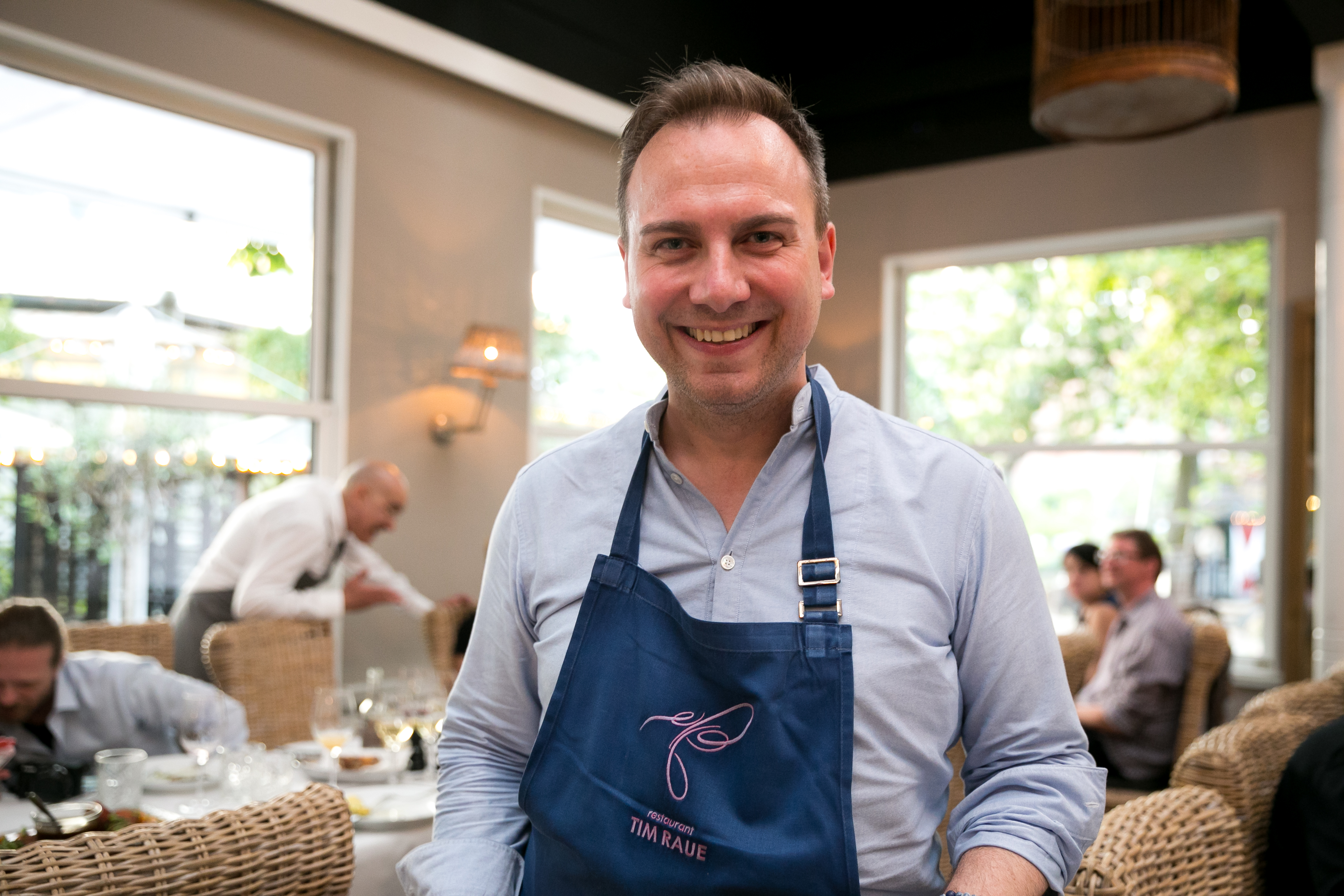
Tim Raue

## Episoden
Die Gesamtsieger der einzelnen Sendungen werden im Folgenden im Abschnitt „Köche“ namentlich fett dargestellt.
| #      | Erstausstrahlung  | Köche                                                                                             | Tim Mälzer               | Tim Mälzer | Tim Mälzer | Gegner                  | Gegner                                                                                      | Gegner    |
| #      | Erstausstrahlung  | Köche                                                                                             | Länder                   | Gericht | Punkte     | Länder                  | Gericht                                                                                     | Punkte    |
| ------ | ----------------- | ------------------------------------------------------------------------------------------------- | ------------------------ | --- | ---------- | ----------------------- | ------------------------------------------------------------------------------------------- | --------- |
| 1      | 12. Dezember 2021 | Tim Mälzer, Monika Fuchs                                                                          | Hannover                 | Potzhühnchen (u. a. mit karibischer Soße, Bananen-Chutney und Feldsalat mit Beeren-Dressing) (nach Birgit Jahn-Reinhardt) 1 | 6,1/10     | Hamburg                 | Tamal mit Kräuterseitling und Cremes                                                        | 4,8/10    |
| 1      | 12. Dezember 2021 | Tim Mälzer, Monika Fuchs                                                                          | Berlin                   | Adobo und Halo-halo | 7,5/10     | Hamburg                 | Topfenknödel orientalisch (nach Wahabi Nouri)                                               | 5,8/10    |
| Gesamt |                   |                                                                                                   | 13,6/20                  | 13,6/20 | 13,6/20    | 10,6/20                 | 10,6/20                                                                                     | 10,6/20   |
| 2      | 6. Februar 2022   | Tim Mälzer, Björn Swanson                                                                         | Heidelberg               | Hecht und Sellerie (nach Robert Rädel) 2                                                                                    | 6,6/10     | Hamburg                 | Okonomiyaki und Karaage                                                                     | 5,7/10    |
| 2      | 6. Februar 2022   | Tim Mälzer, Björn Swanson                                                                         | Pleiskirchen             | Zockerbrot (nach Alexander Huber)                                                                                           | 5,1/10     | Frankfurt am Main       | Das Kartoffelgericht (nach Ricky Saward)                                                    | 3,9/10    |
| Gesamt |                   |                                                                                                   | 11,7/20                  | 11,7/20 | 11,7/20    | 9,6/20                  | 9,6/20                                                                                      | 9,6/20    |
| 3      | 13. Februar 2022  | Tim Mälzer, Haya Molcho                                                                           | Baden (Niederösterreich) | Jemenitischer Rindfleisch-Eintopf mit Fladenbrot (Ābguscht Yemen und Laxoox)                                                | 6,7/10     | Mainz/Bodenheim         | Huhn in Huhn Chimehiun Style 4                                                              | 6,2/10    |
| 3      | 13. Februar 2022  | Tim Mälzer, Haya Molcho                                                                           | Traunkirchen             | Geräucherte Seeforelle (nach Lukas Nagl)                                                                                    | 5,5/10     | Baiersbronn             | Schwäbische Austern (Schnecken) (nach Jörg Sackmann) 5                                      | 7,2/10    |
| Gesamt |                   |                                                                                                   | 12,2/20                  | 12,2/20 | 12,2/20    | 13,4/20                 | 13,4/20                                                                                     | 13,4/20   |
| 4      | 20. Februar 2022  | Tim Mälzer, Sven Wassmer                                                                          | Zürich                   | Geräuchertes Karotten-Tartar (vegan) und Barbecue-Pilz-Sandwich (vegan)                                                     | 6,6/10     | München                 | Vincisgrassi (nach Graciela Cucchiara) 6                                                    | 6,9/10    |
| 4      | 20. Februar 2022  | Tim Mälzer, Sven Wassmer                                                                          | Lech am Arlberg          | Tirteln & Pfefferoni Dip und Saibling & Brennnessel                                                                         | 6,0/10     | Endingen am Kaiserstuhl | Tellergallert (Tellersülze)                                                                 | 7,1/10    |
| Gesamt |                   |                                                                                                   | 12,6/20                  | 12,6/20 | 12,6/20    | 14,0/20                 | 14,0/20                                                                                     | 14,0/20   |
| 5 7    | 27. Februar 2022  | Tim Mälzer, Viktoria Fuchs                                                                        | Paris                    | Lammfilet mit Zitronen-Confit und Thymian, Artischockenpüree und Barigoule                                                  | 6,6/10     | Hamburg                 | Wu Gok Taro mit Szechuan Dip (Dim Sum) 8                                                    | 4,1/10    |
| 5 7    | 27. Februar 2022  | Tim Mälzer, Viktoria Fuchs                                                                        | 9() Berlin               | Käse und Lauch Soufflé | 6,3/10     | Wien                    | Geeiste Beurre blanc mit Kaviar (nach Juan Amador)                                          | 7,1/10    |
| Gesamt |                   |                                                                                                   | 12,9/20                  | 12,9/20 | 12,9/20    | 11,2/20                 | 11,2/20                                                                                     | 11,2/20   |
| 6      | 6. März 2022      | Tim Mälzer, Alain Weissgerber                                                                     | Oggau am Neusiedler See  | Pannonische Fischsuppe 10                                                                                                   | 7,5/10     | Megève                  | Gemüse-Mille-feuille (nach Emmanuel Renaut)                                                 | 8,5/10    |
| 6      | 6. März 2022      | Tim Mälzer, Alain Weissgerber                                                                     | Kildare                  | Rapsöl-Eis mit Karotte | 4,5/10     | Ascoli Piceno           | Olive Ascolane del Piceno und Zuppa inglese                                                 | 4,1/10    |
| Gesamt |                   |                                                                                                   | 12,0/20                  | 12,0/20 | 12,0/20    | 12,6/20                 | 12,6/20                                                                                     | 12,6/20   |
| 7      | 13. März 2022     | Tim Mälzer, Cornelia Poletto                                                                      | Champfèr                 | Rehmedaillon im Totentrompetenmantel & Capuns (nach Martin Dalsass) 12                                                      | 7,8/10     | Berlin                  | Chicken Raj Kachori 11                                                                      | 5,9/10    |
| 7      | 13. März 2022     | Tim Mälzer, Cornelia Poletto                                                                      | Modena                   | Erbazzone und Cannolo di Baccalà                                                                                            | 7,6/10     | Saltstraumen            | Seelachsfilet & Dorschkopf Wild Scandinavian Way (nach Brian Bojsen)                        | 6,9/10    |
| Gesamt |                   |                                                                                                   | 15,4/20                  | 15,4/20 | 15,4/20    | 12,8/20                 | 12,8/20                                                                                     | 12,8/20   |
| 8      | 20. März 2022     | Tim Mälzer, Hendrik Haase                                                                         | Hayingen                 | Kohlrabi vs. Karotte (nach Simon Tress)                                                                                     | 8,4/10     | Hamburg                 | Geschmorte Ochsenschulter mit Rotweinreduktion, Sellerie & Zwiebel (nach Thomas Martin)     | 3,6/10 13 |
| 8      | 20. März 2022     | Tim Mälzer, Hendrik Haase                                                                         | Berlin                   | Aubergine - Pekannuss - Apfelbalsamico (nach René Frank)                                                                    | 6,4/10     | Tirana                  | Fli mit Forelle                                                                             | 7,9/10    |
| Gesamt |                   |                                                                                                   | 14,8/20                  | 14,8/20 | 14,8/20    | 11,5/20                 | 11,5/20                                                                                     | 11,5/20   |
| 9 14   | 27. März 2022     | Tim Mälzer & Sepp Schellhorn Felix Schellhorn, Philip Rachinger & Lukas Mraz („Healthy Boy Band“) | Zürich                   | Cordon Bleu und Kartoffelhybrid (nach Markus Stöckle)                                                                       | 5,1/10     | Frankfurt am Main       | Frankfurter Grüne Soße, Chitarra mit Tomatensoße und Frivoler Mozart (nach Mario Lohninger) | 6,6/10    |
| 9 14   | 27. März 2022     | Tim Mälzer & Sepp Schellhorn Felix Schellhorn, Philip Rachinger & Lukas Mraz („Healthy Boy Band“) | Kopenhagen               | Pizza & Burrata | 3,9/10     | London                  | Langustine in 4 Variationen                                                                 | 5,4/10    |
| Gesamt |                   |                                                                                                   | 9,0/20                   | 9,0/20 | 9,0/20     | 12,0/20                 | 12,0/20                                                                                     | 12,0/20   |

| #      | Erstausstrahlung | Köche                            | Raue vs. Strohe | Raue vs. Strohe | Raue vs. Strohe | Mälzer vs. Strohe | Mälzer vs. Strohe                                                    | Mälzer vs. Strohe | Mälzer vs. Raue | Mälzer vs. Raue                                            | Mälzer vs. Raue |
| #      | Erstausstrahlung | Köche                            | Länder          | Gericht | Punkte          | Länder            | Gericht                                                              | Punkte            | Länder          | Gericht                                                    | Punkte          |
| ------ | ---------------- | -------------------------------- | --------------- | --- | --------------- | ----------------- | -------------------------------------------------------------------- | ----------------- | --------------- | ---------------------------------------------------------- | --------------- |
| 10     | 3. April 2022    | Tim Mälzer, Tim Raue, Max Strohe | Bruneck/Brixen  | „es ist kein klassischer Knödel“ (frittierter Käseknödel mit Zwiebelgranite) und Orzotto mit Zichorienkaffee (nach Norbert Niederkofler) | 5,2/10          | Nuenen/Eindhoven  | Rendang (mit Ginger-Beer-Eis und Krautwickel) (nach Soenil Bahadoer) | 6,4/10            | Porches         | Tagliatelle vom Carabinero & Mr. Krabbs (nach Hans Neuner) | 6,0/10          |
| 10     | 3. April 2022    | Tim Mälzer, Tim Raue, Max Strohe | Bruneck/Brixen  | „es ist kein klassischer Knödel“ (frittierter Käseknödel mit Zwiebelgranite) und Orzotto mit Zichorienkaffee (nach Norbert Niederkofler) | 6,0/10          | Nuenen/Eindhoven  | Rendang (mit Ginger-Beer-Eis und Krautwickel) (nach Soenil Bahadoer) | 6,4/10            | Porches         | Tagliatelle vom Carabinero & Mr. Krabbs (nach Hans Neuner) | 5,8/10          |
| Gesamt |                  |                                  | Mälzer: 12,4/20 | Mälzer: 12,4/20 | Mälzer: 12,4/20 | Raue: 11,0/20     | Raue: 11,0/20                                                        | Raue: 11,0/20     | Strohe: 12,4/20 | Strohe: 12,4/20                                            | Strohe: 12,4/20 |

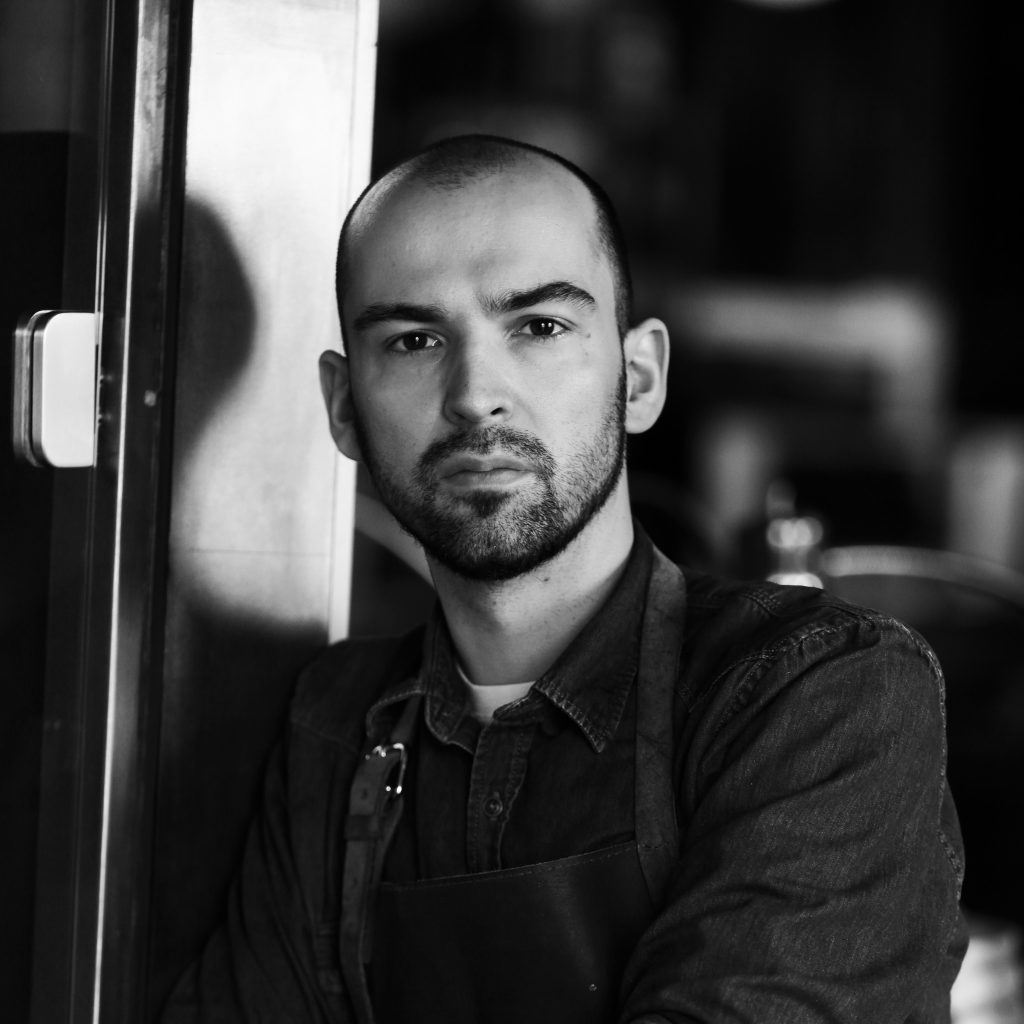
Robert Rädel
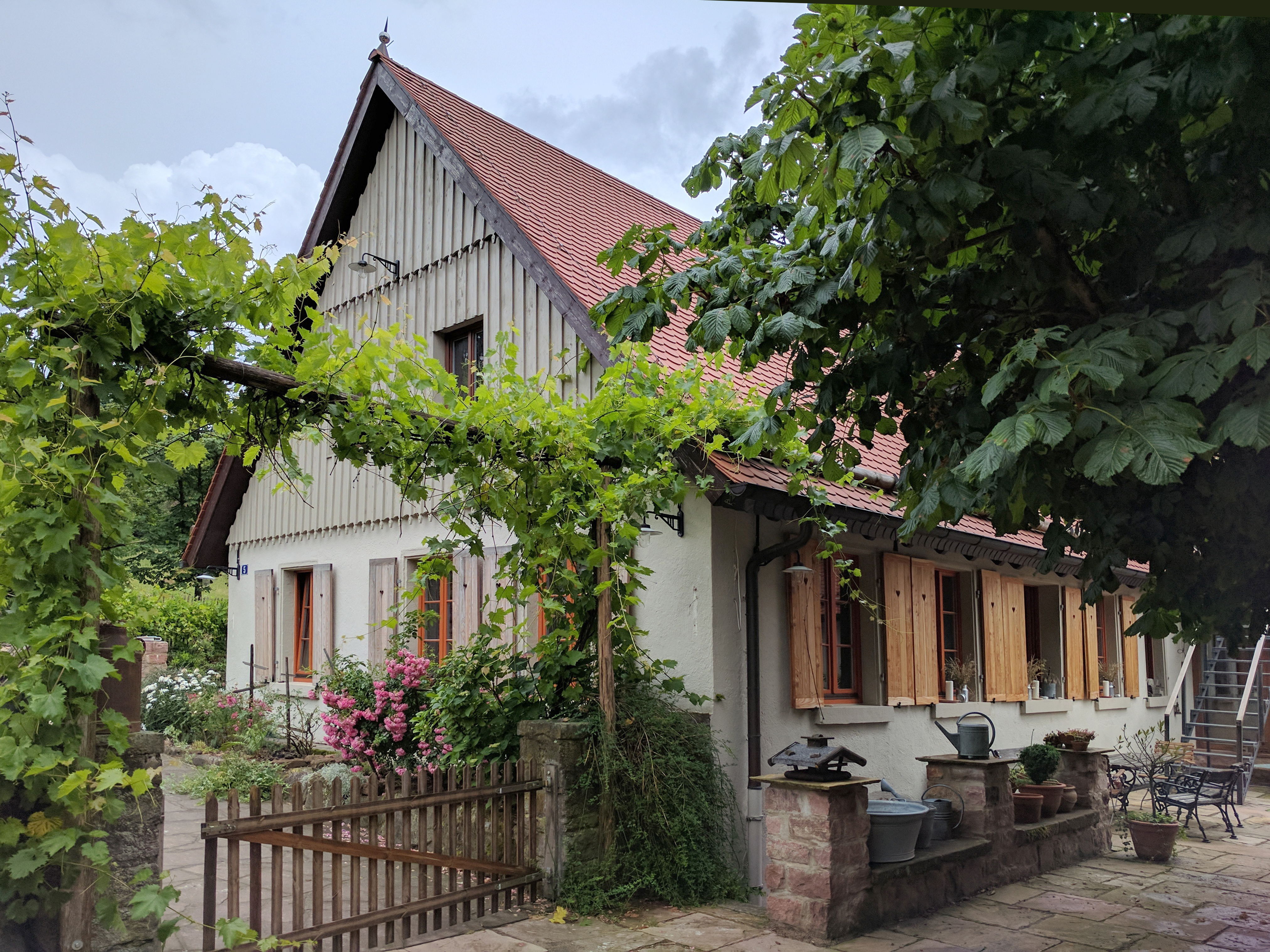
Restauranttrakt des Alten Kohlhofs mit Restaurant „oben“
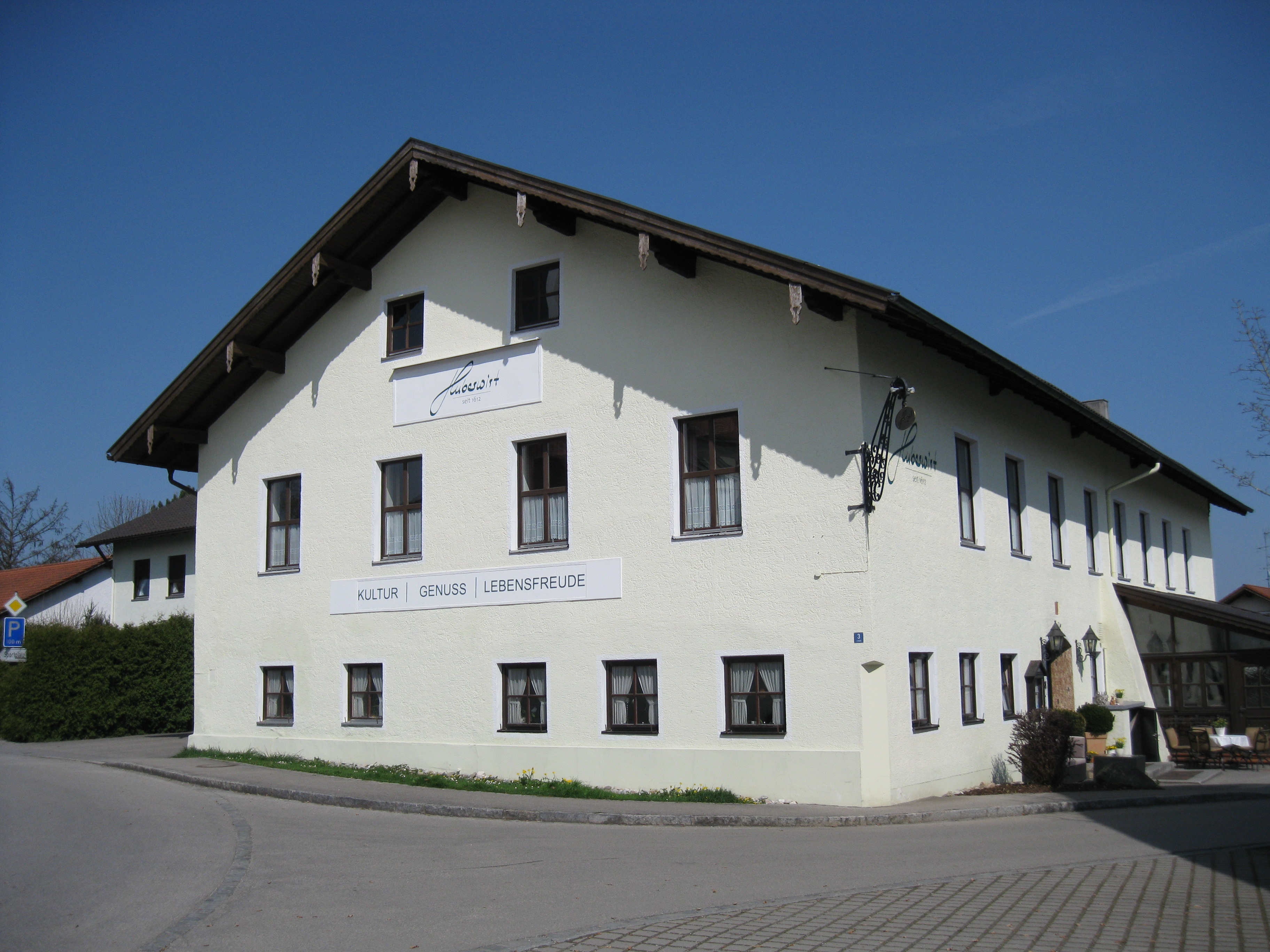
Der Huberwirt in Pleiskirchen
Frank Buchholz
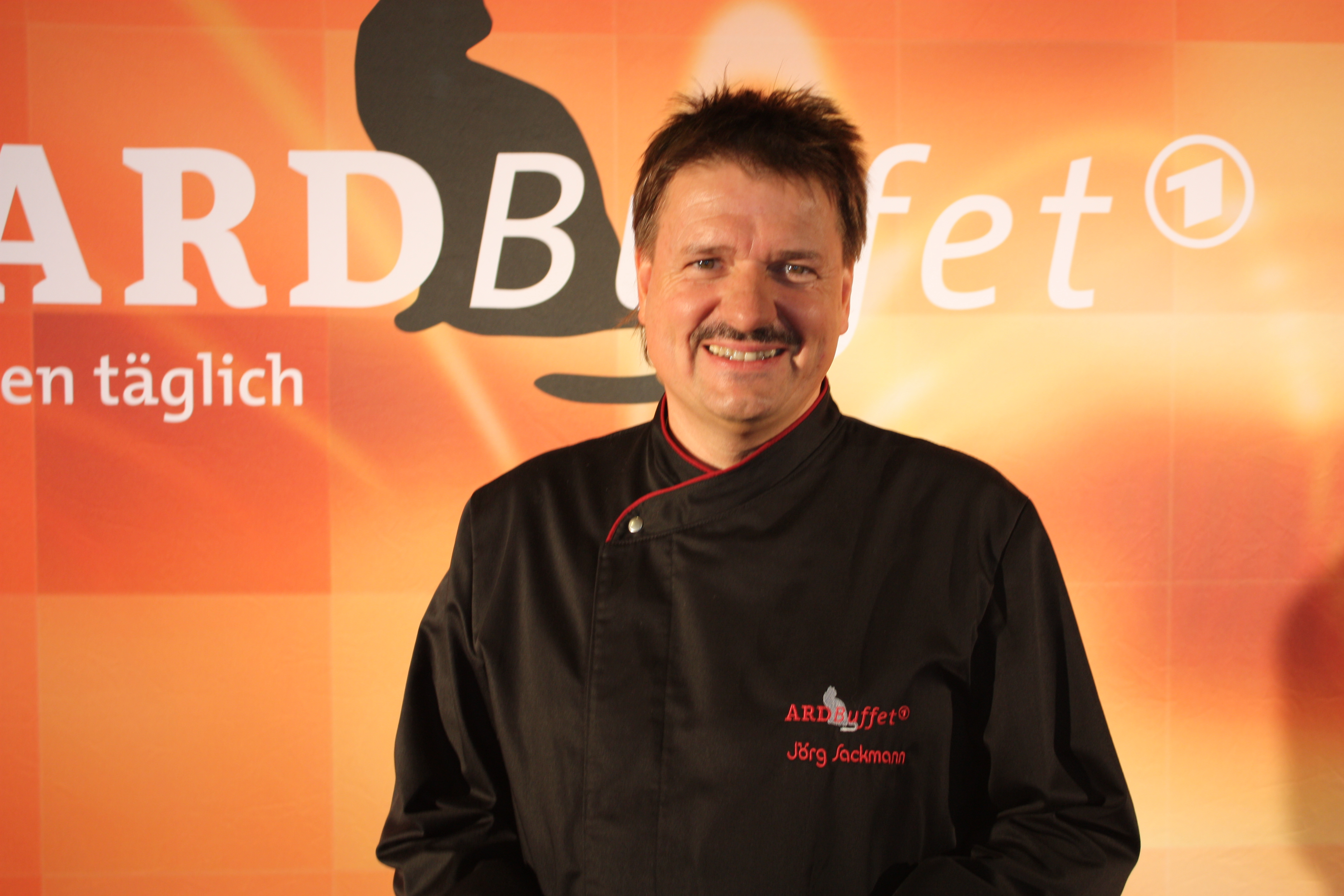
Jörg Sackmann
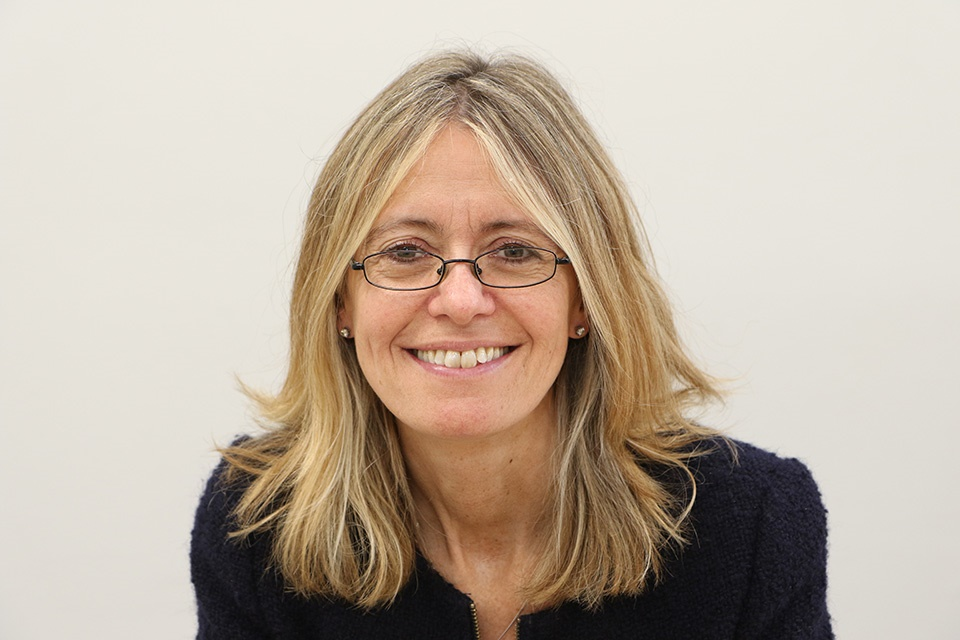
Jill Gallard
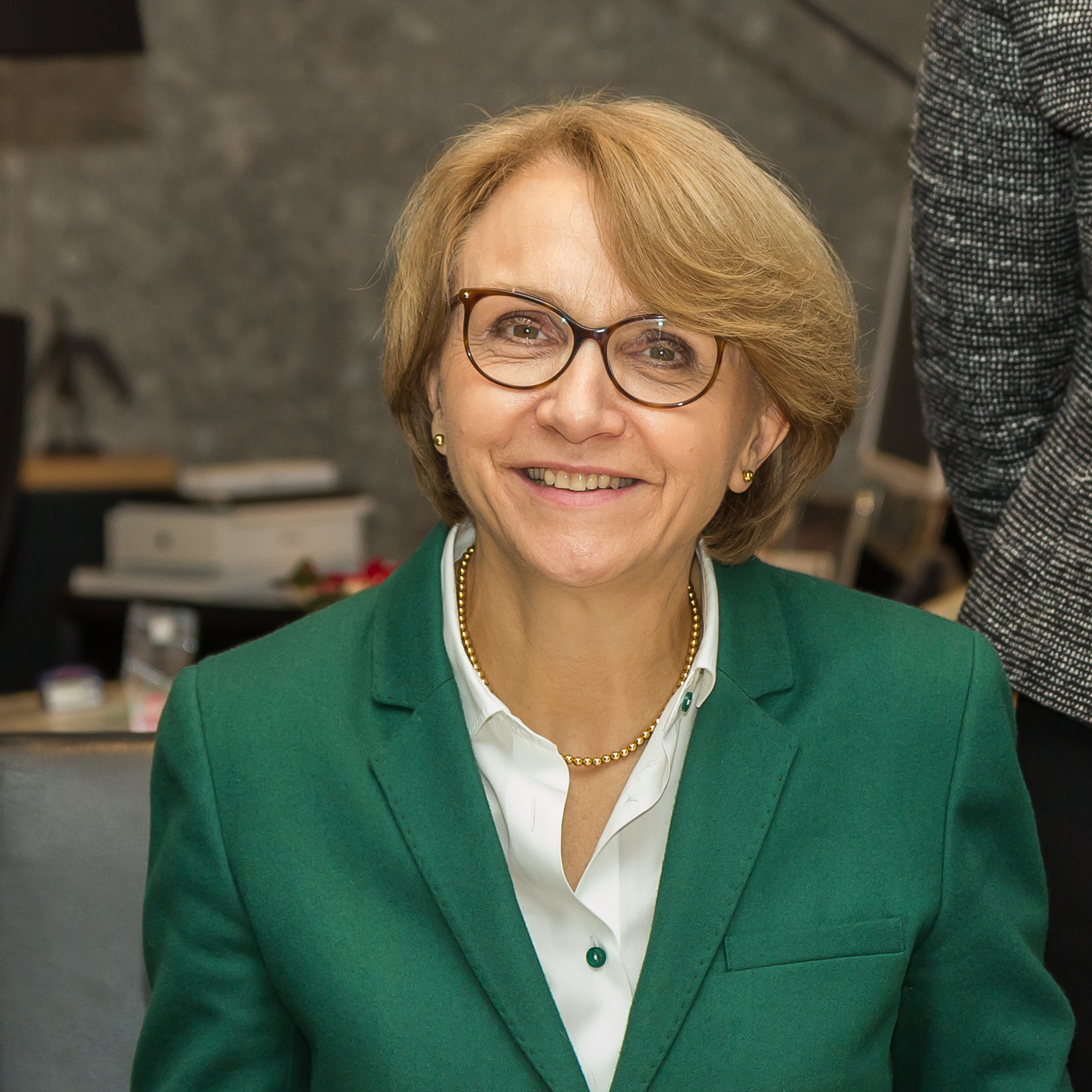
Anne-Marie Descôtes
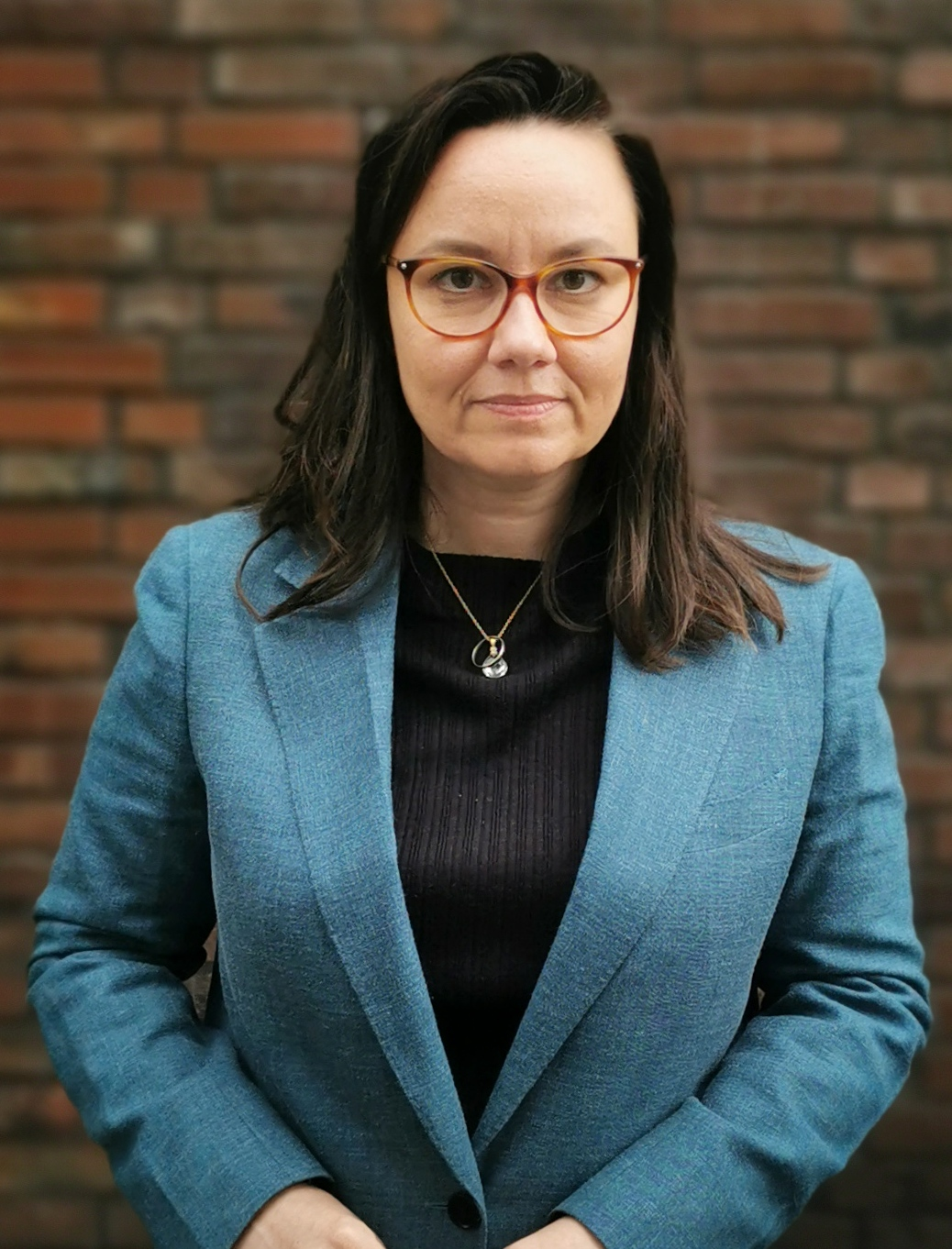
Michelle Müntefering
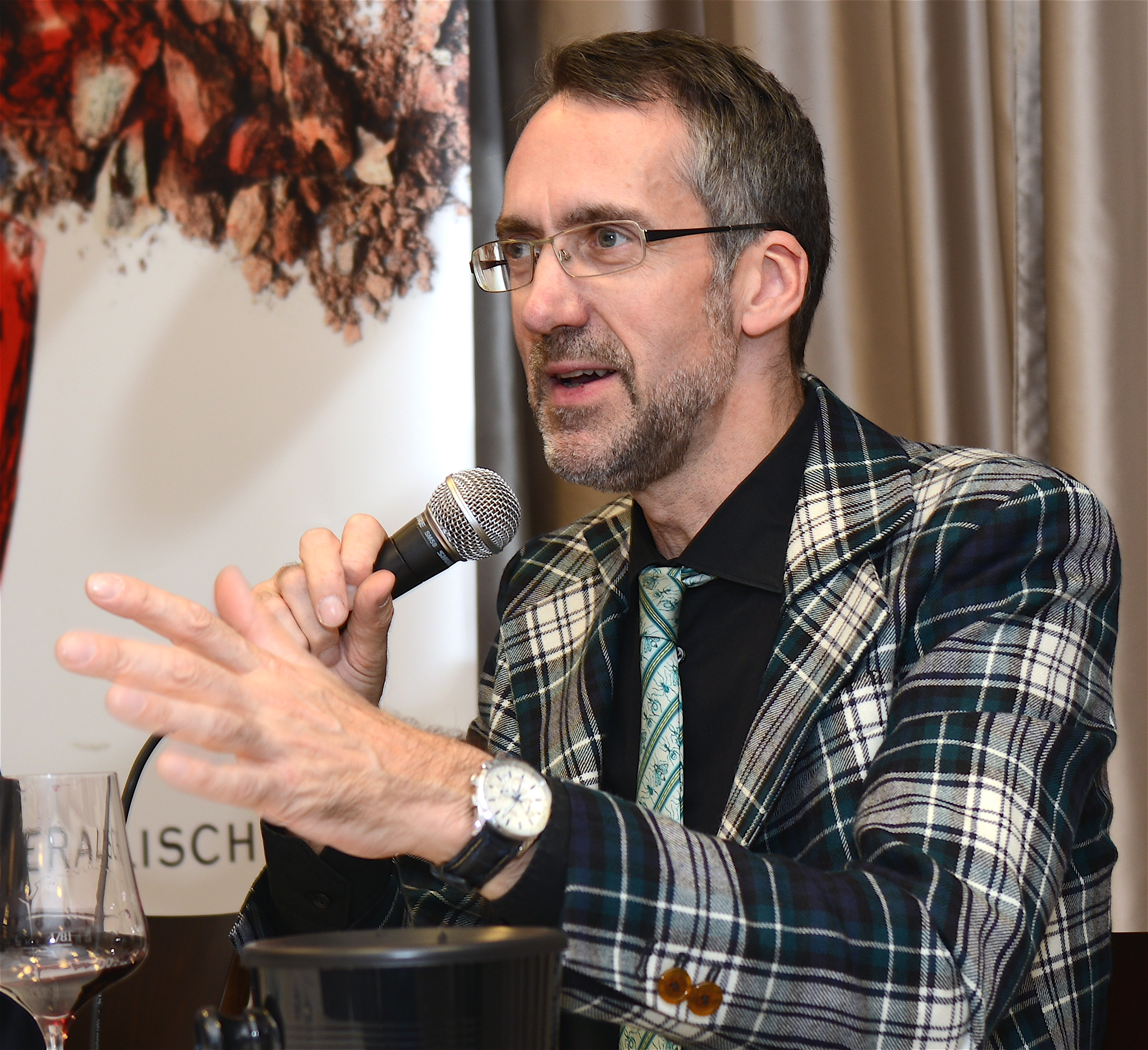
Stuart Pigott
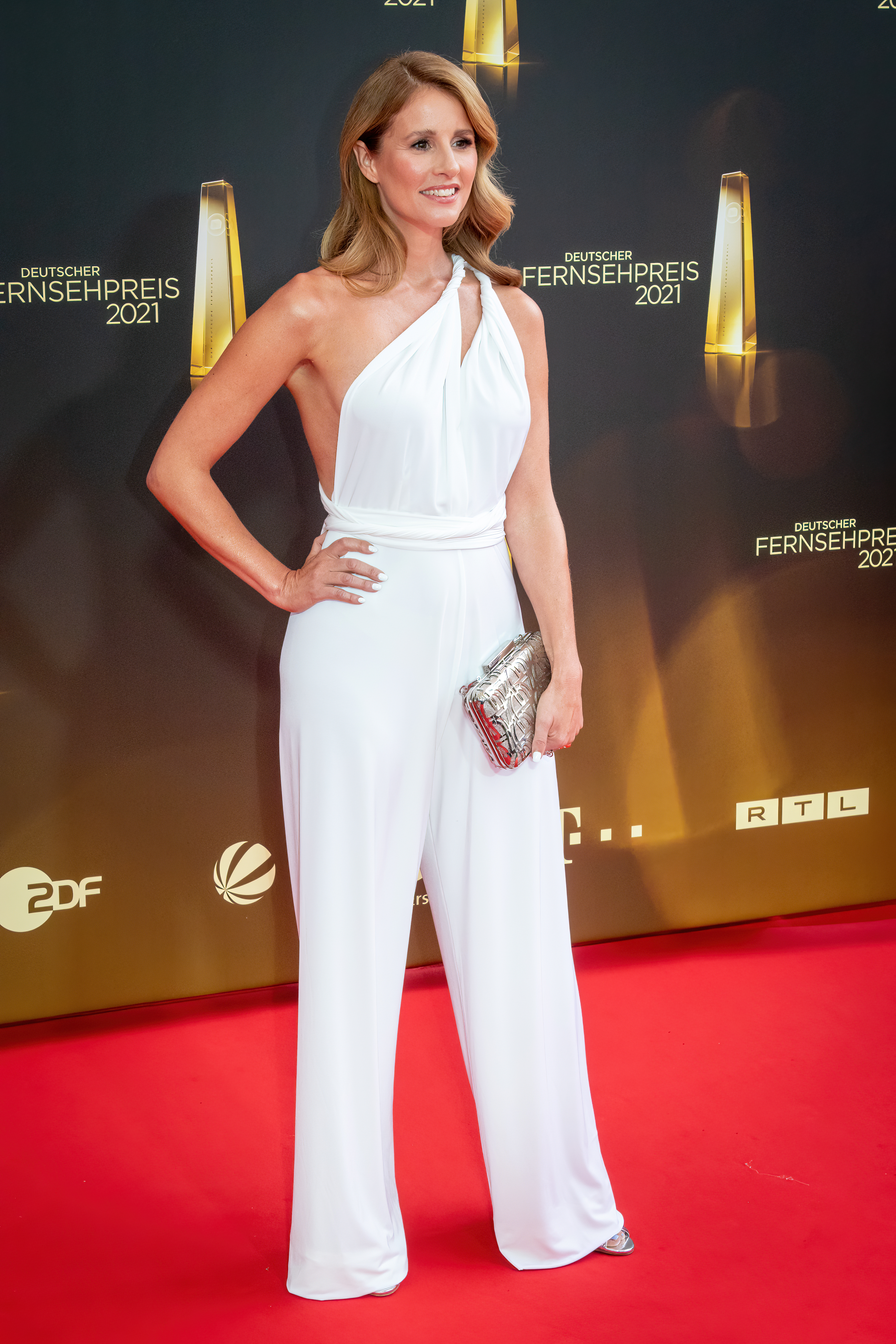
Mareile Höppner
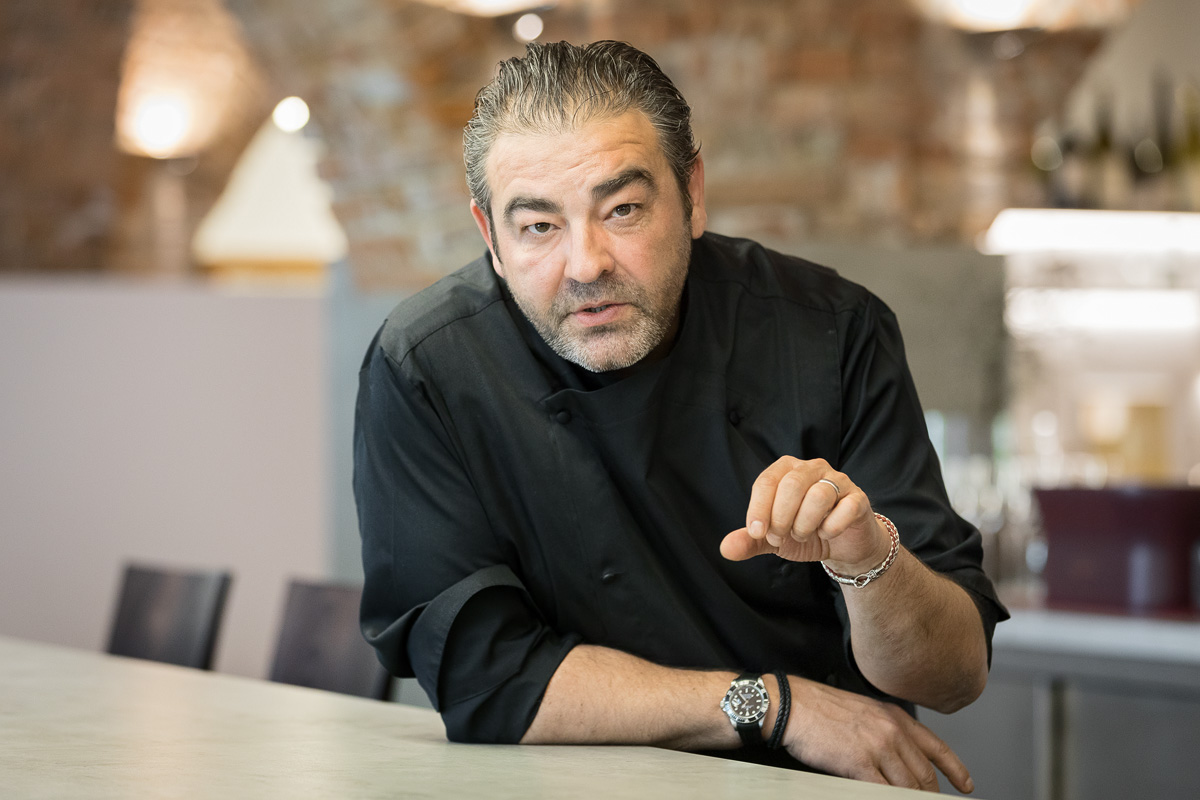
Juan Amador
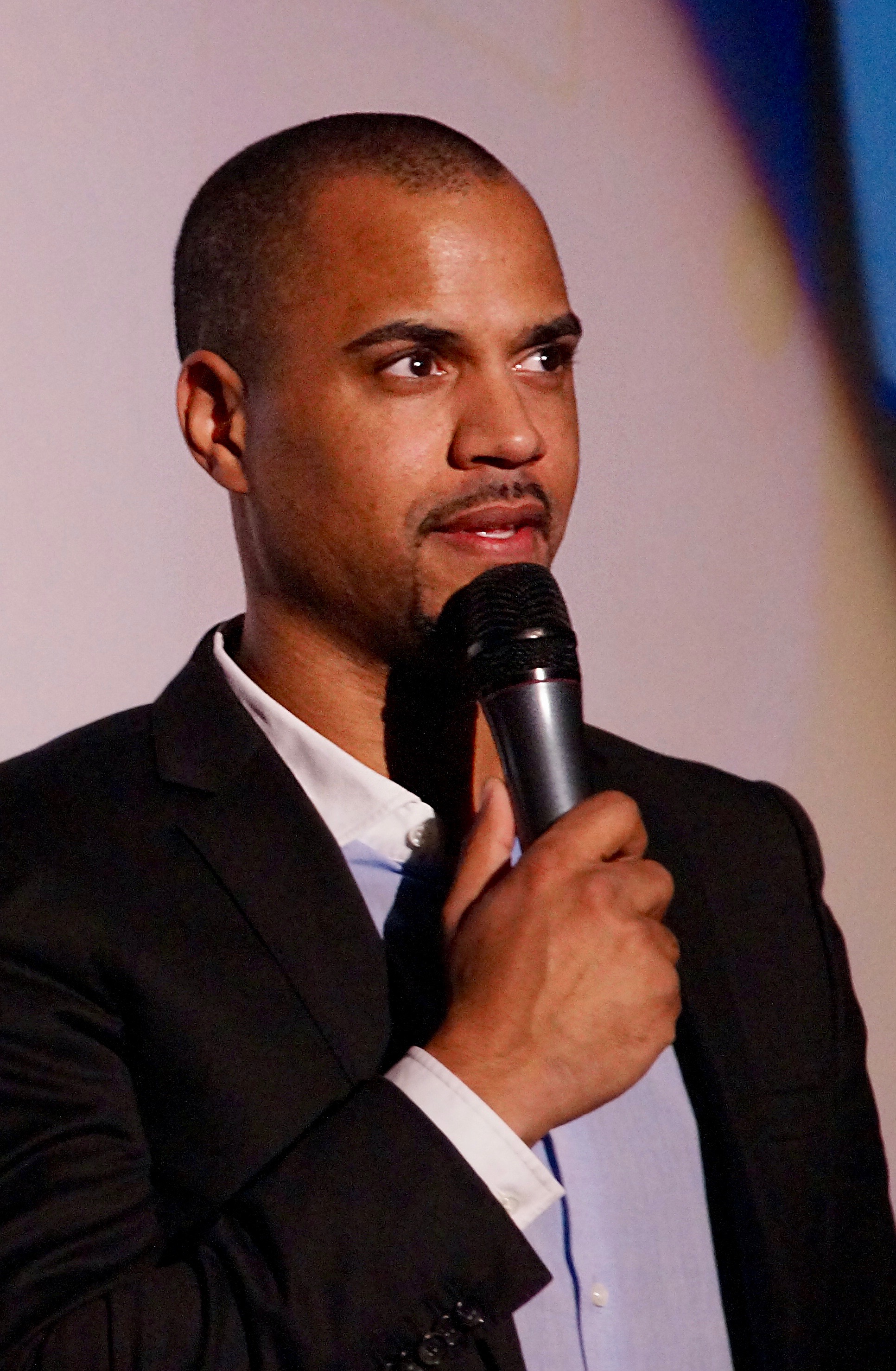
Patrice Bouédibéla
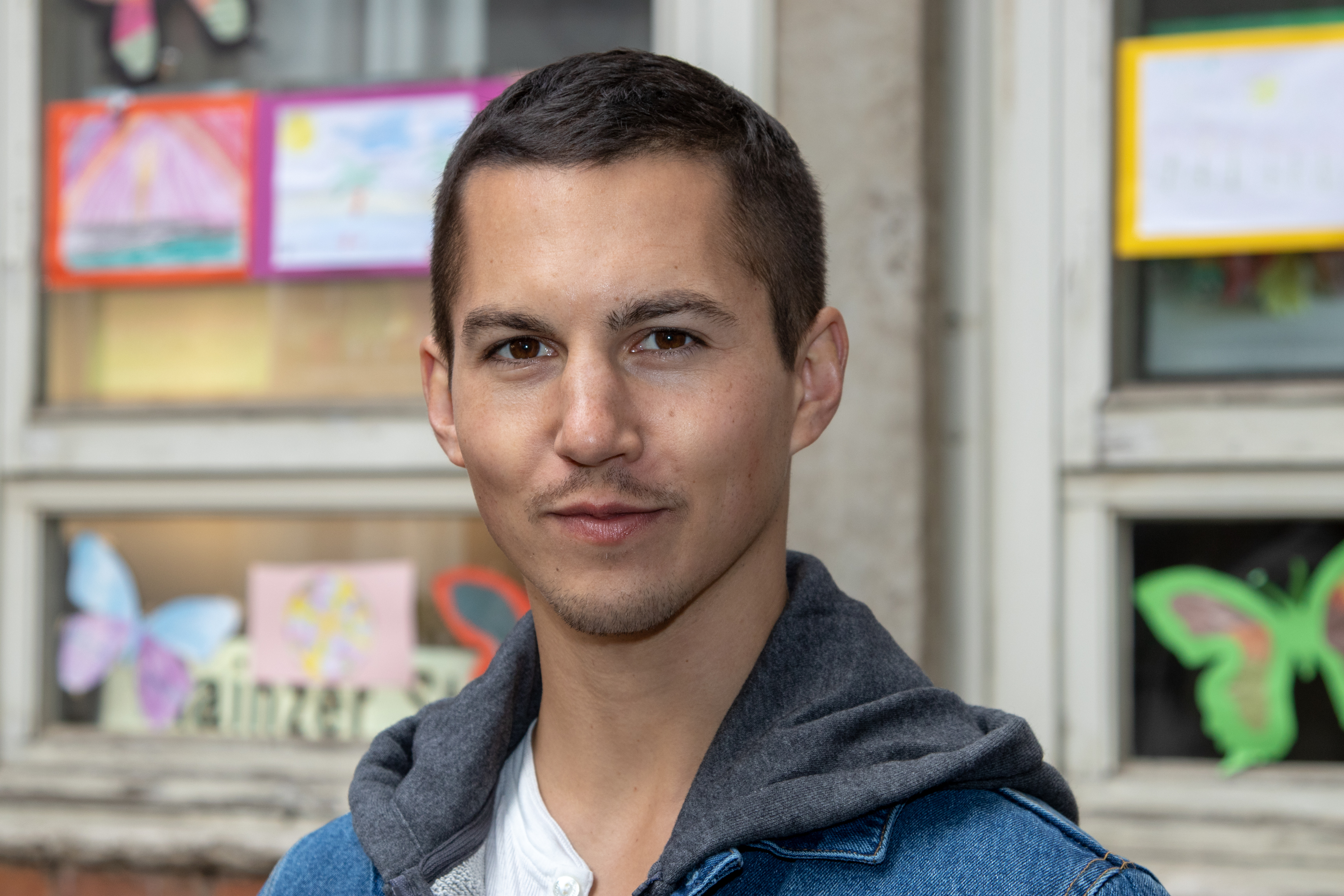
Tim Oliver Schultz
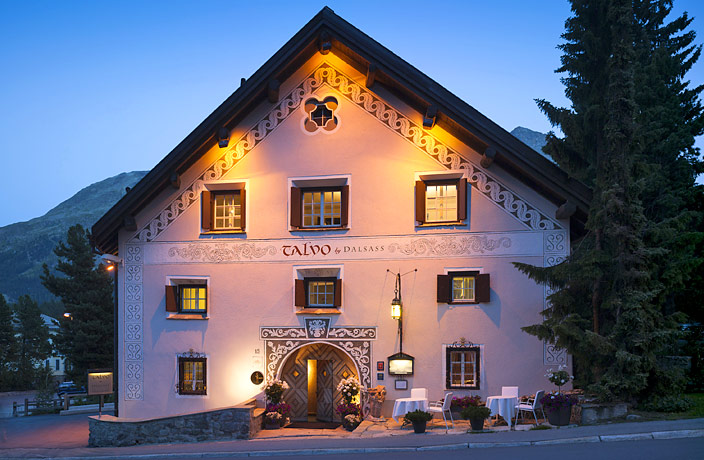
Die Eingangsfassade des Talvo
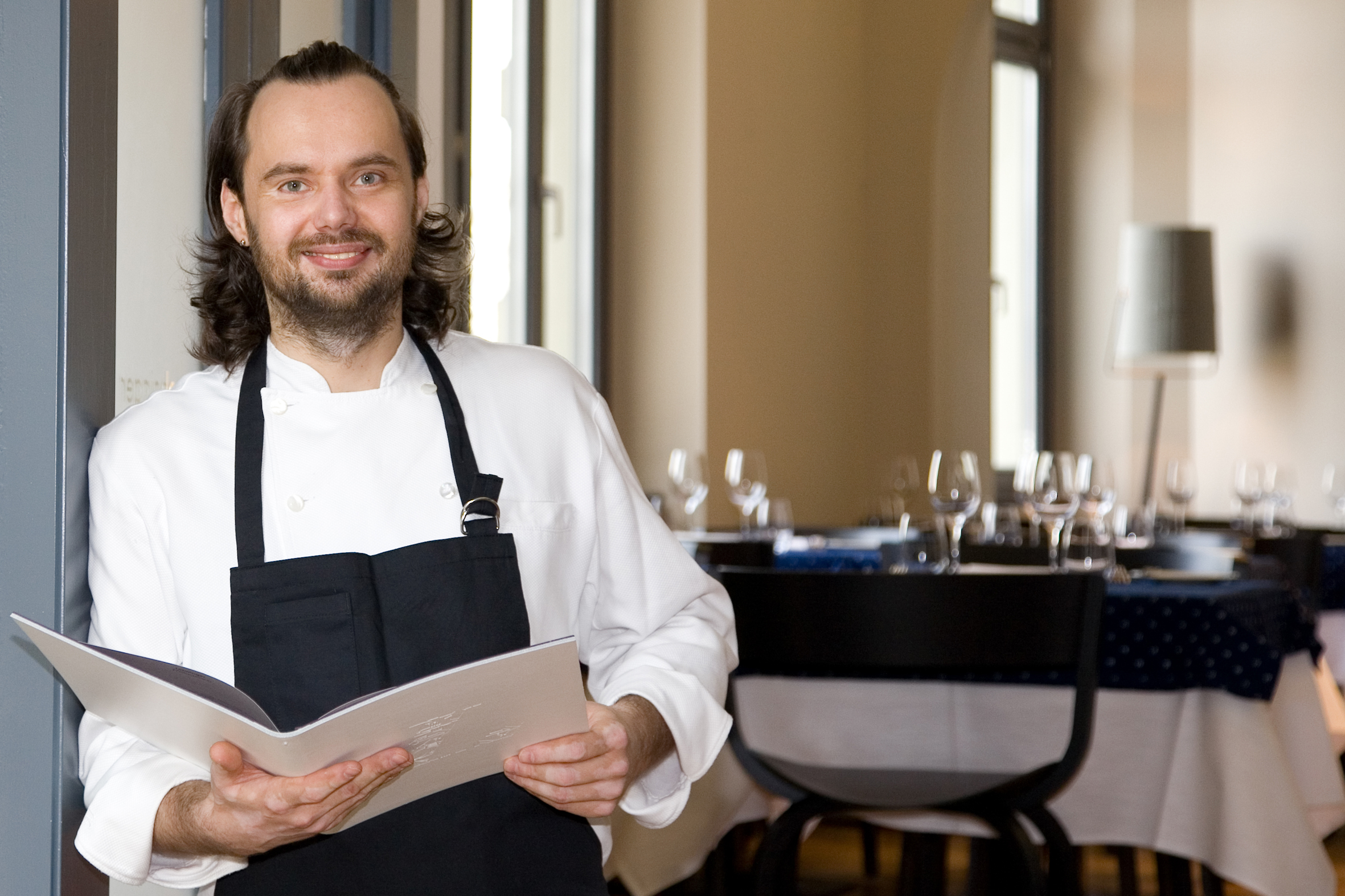
Mario Lohninger

## Einschaltquoten
| Folge | Datum der Erstausstrahlung | Zuschauer Gesamt | Zuschauer 14 bis 49 Jahre | Quote Gesamt | Quote 14 bis 49 Jahre | Quellen       |
| ----- | -------------------------- | ---------------- | ------------------------- | ------------ | --------------------- | ------------- |
| 1     | 12. Dezember 2021          | 1,35 Mio.        | 0,73 Mio.                 | 5,0 %        | 10,1 %                | [ 28 ]        |
| 2     | 6. Februar 2022            | 1,49 Mio.        | 0,84 Mio.                 | 5,7 %        | 12,5 %                | [ 29 ]        |
| 3     | 13. Februar 2022           | 1,48 Mio.        | 0,77 Mio.                 | 5,8 %        | 11,5 %                | [ 30 ]        |
| 4     | 20. Februar 2022           | 1,51 Mio.        | 0,87 Mio.                 | 5,8 %        | 13,1 %                | [ 31 ]        |
| 5     | 27. Februar 2022           | 1,65 Mio.        | 0,87 Mio.                 | 6,2 %        | 12,6 %                | [ 32 ]        |
| 6     | 6. März 2022               | 1,45 Mio.        | 0,74 Mio.                 | 5,6 %        | 11,5 %                | [ 33 ]        |
| 7     | 13. März 2022              | 1,65 Mio.        | 0,83 Mio.                 | 6,7 %        | 13,5 %                | [ 34 ]        |
| 8     | 20. März 2022              | 1,71 Mio.        | 0,91 Mio.                 | 6,7 %        | 14,1 %                | [ 35 ]        |
| 9     | 27. März 2022              | 1,59 Mio.        | 0,88 Mio.                 | 6,1 %        | 13,3 %                | [ 36 ]        |
| 10    | 3. April 2022              | 1,52 Mio.        | 0,90 Mio.                 | 5,9 %        | 13,4 %                | [ 37 ] [ 38 ] |